# Heinrich Raspe I.
Heinrich Raspe I. (* um 1095; † 1130) aus dem Haus der Ludowinger trat die Nachfolge Werners von Grüningen als Reichssturmfähnrich und Graf von Gudensberg an.

## Herkunft
Heinrich Raspe I. war der dritte Sohn von Graf Ludwig dem Springer und dessen Gemahlin Adelheid von Stade und der Bruder Ludwigs I., der 1131 zum Landgrafen von Thüringen erhoben wurde.

## Gebiets- und Machtzuwachs
1123 heiratete Heinrich Kunigunde von Bilstein, die Witwe des hessischen Gaugrafen Giso IV. von Gudensberg. Dadurch und durch die Nähe seines Hauses zum späteren Kaiser Lothar III., der auch 1131 Heinrichs Bruder Ludwig zum Landgrafen von Thüringen erhob, erlangte er das Amt des Reichssturmfähnrichs (signifer regis), welches zuvor als Erbamt der Grafen Werner von Grüningen mit der Grafschaft Maden/Gudensberg an die Gisonen gekommen war. Raspes unmündiger Stiefsohn Giso V. konnte das Amt noch nicht ausüben.
Kunigunde verwaltete als Regentin die hessischen Grafschaften ihres minderjährigen Sohnes Giso V., und Heinrich wurde 1130 erstmals als Graf von Gudensberg genannt. Er wurde im selben Jahr ermordet und im Kloster Reinhardsbrunn bestattet.
Auf Grund von Heinrichs Ehe mit Kunigunde und der seines Bruders Ludwig mit Kunigundes Tochter Hedwig von Gudensberg fielen nach dem Tod des letzten Gisonen, Kunigundes Sohn Giso V. (1137), und dem seiner Mutter (1140) die ausgedehnten gisonischen und Bilsteiner Besitzungen und Lehen an die Ludowinger, die damit ihren Herrschaftsbereich auf große Teile Hessens ausweiten konnten.